# HD40626
HD40626 — хімічно пекулярна зоря спектрального класу A0, що має видиму зоряну величину в смузі V приблизно  6,0.
Вона  розташована на відстані близько 410,3 світлових років від Сонця.

## Фізичні характеристики
Зоря HD40626 обертається 
порівняно повільно 
навколо своєї осі. Проєкція її екваторіальної швидкості на промінь зору становить  Vsin(i)= 18км/сек.

## Пекулярний хімічний вміст
Зоряна атмосфера HD40626 має підвищений вміст 
Si
.